# デジタルコミック協議会
デジタルコミック協議会（デジタルコミックきょうぎかい）は、デジタルコミック産業の健全な発展と新時代における出版文化の創造に寄与するために設立された日本の漫画出版社による団体である。

## 概要
2006年9月29日にコミックを出版する22社により発足した。2011年にジェイマンガ株式会社と北米向けマンガポータルサイト「JManga.com」の開設し、2013年5月に閉鎖。
2018年に一般社団法人日本電子書籍出版社協会と共同で「正規版マーク事業組合」を設立し、ABJマークを制定。
2021年8月、デジタルコミック協議会を解散し、日本電子書籍出版社協会に承継するとの公告が出された。

## 参加出版社
- 秋田書店
- 朝日新聞出版
- 一迅社
- 一水社
- ウェイブ[注 1]
- 宙出版
- 笠倉出版社
- 学研ホールディングス
- KADOKAWA
- 幻冬舎コミックス
- 講談社
- コミディア[注 2]
- 実業之日本社
- 集英社
- 秋水社
- ジュネット
- 小学館
- 小学館集英社プロダクション
- 祥伝社
- 少年画報社
- 松文館
- 新書館
- 新潮社
- スクウェア・エニックス
- 竹書房
- 辰巳出版
- 徳間書店
- 日本文芸社
- 白泉社
- ファンギルド[注 3]
- 双葉社
- フランス書院[注 4]
- ぶんか社
- 芳文社
- マガジンハウス
- リイド社
- リブレ